# Цейоний Руфий Альбин (префект)
Цейоний Руфий Альбин (лат. Ceionius Rufius Albinus), римский политик конца IV века.
Альбин был сыном префекта города Гая Цейония Руфия Волузиана Лампадия и Цецинии Лоллианы, его дедом был Цейоний Руфий Альбин, консул 335 года. Амвросий Медиоланский считал его одним из наиболее образованных людей своего времени. Возможно, являлся автором произведения «Метрика». Карьеру начал викарием или проконсулом (вверенная ему провинция неизвестна). В 389—391 годах префект Рима. Его сыном был префект Рима Руфий Антоний Агрипий Волузиан.
Известно, что Альбин был язычником.